# Skiemiany
Skiemiany (lit. Skiemonys) – miasteczko na Litwie, na Auksztocie, w okręgu uciańskim, w rejonie oniksztyńskim, 17 km na południowy wschód od Onikszt; siedziba gminy Skiemiany; 32 mieszk. (2012); kościół, szkoła, urząd pocztowy.